# Aluterus
Aluterus é um gênero de peixe-porco.

## Espécies
São reconhecidas 4 espécies neste gênero:
- Aluterus heudelotii Hollard, 1855
- Aluterus monoceros Linnaeus, 1758 peroá-chinelo[3]
- Aluterus schoepfii Walbaum, 1792
- Aluterus scriptus Osbeck, 1765